# Maria Wodzińska

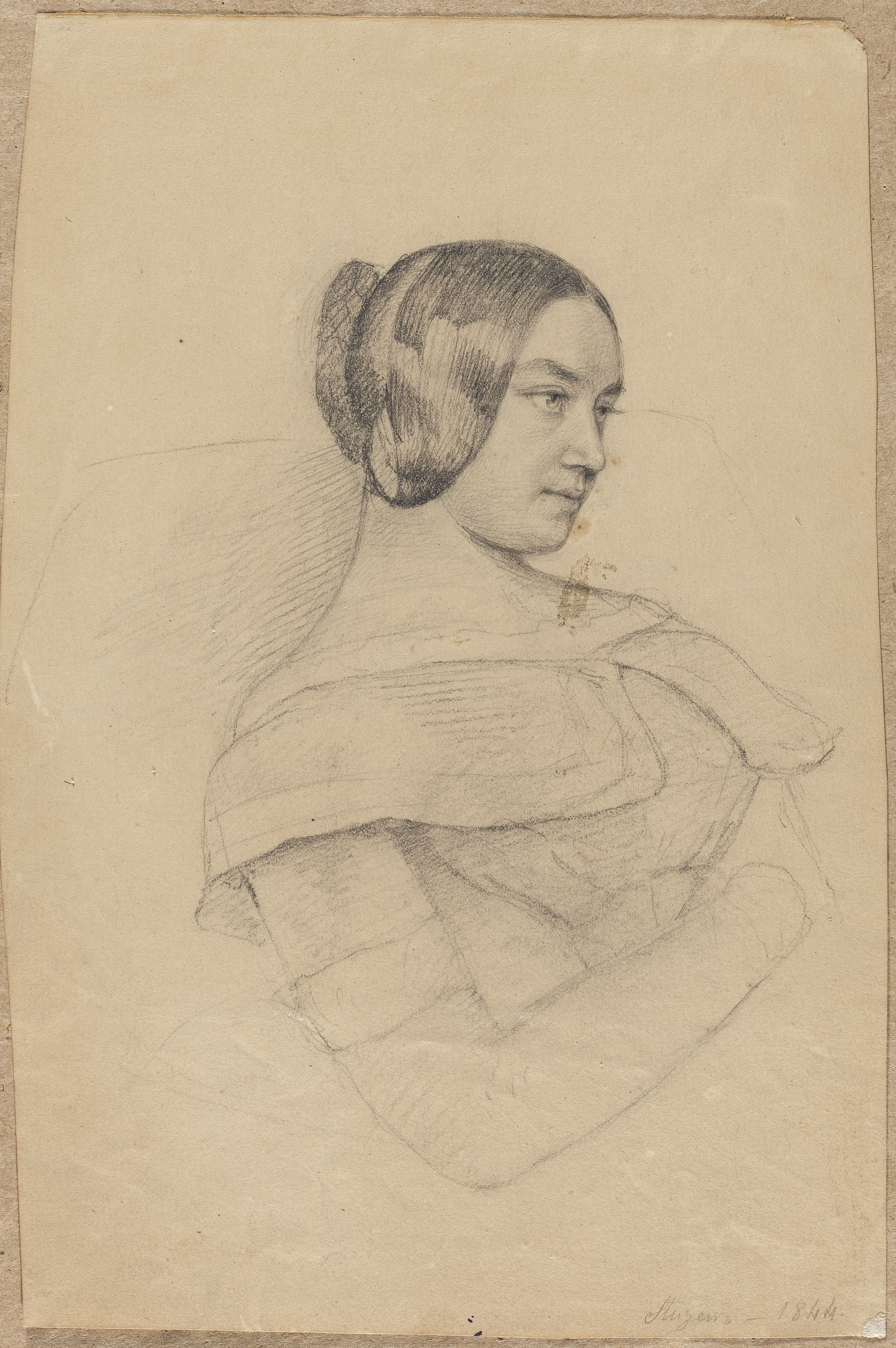
Maria Wodzińska, Porträt von Józef Kościelskiej

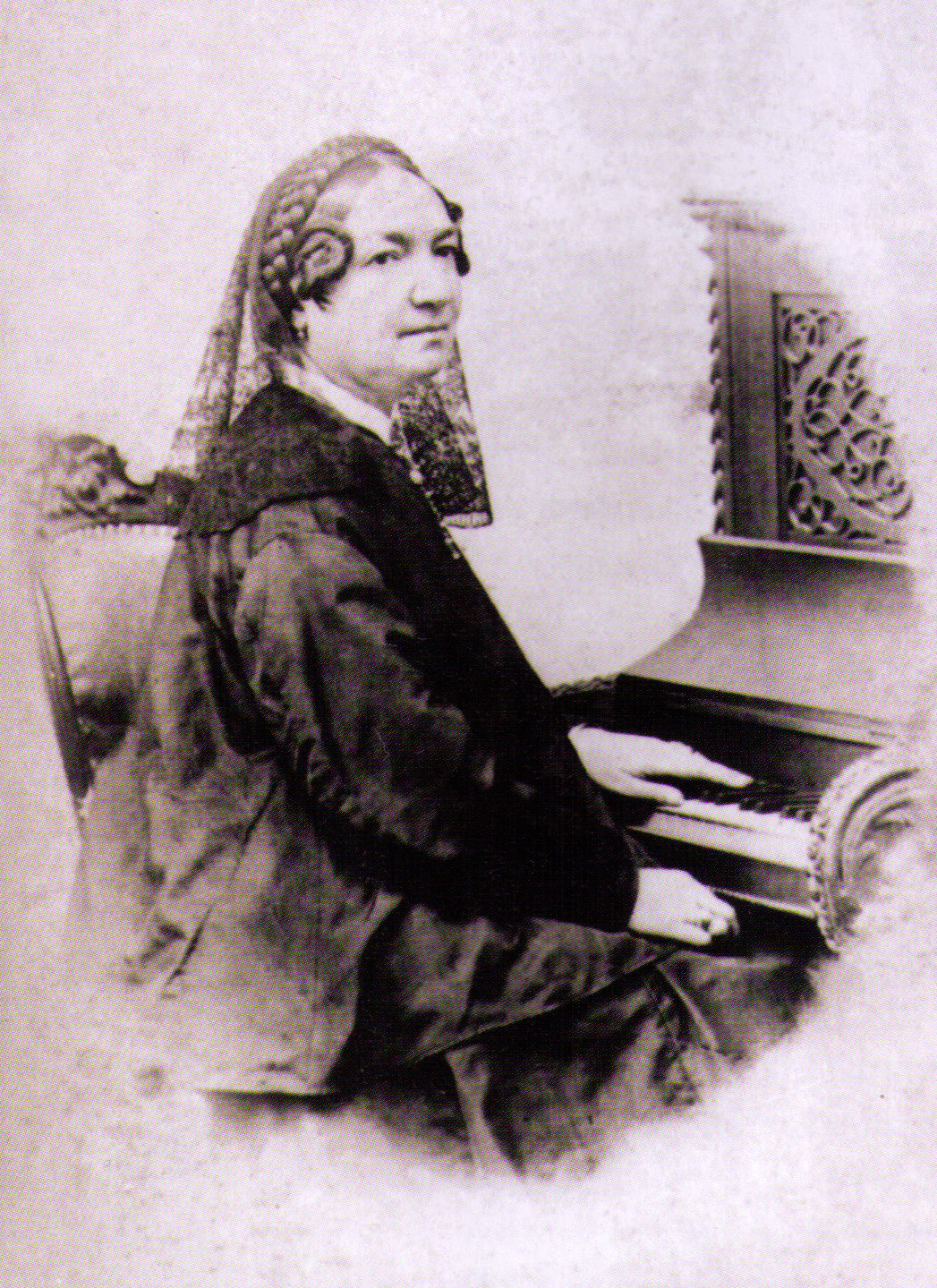
Maria Wodzińska

Maria Wodzińska (* 7. Januar 1819 in Warschau; † 7. Dezember 1896 in Kłóbka) war angeblich die Verlobte Frédéric Chopins.

## Leben
Die Nichte des polnischen Gesandten Maciej Wodziński stammte aus Chopins Geburtsort und war – wie ihre drei Brüder Antoni, Feliks und Kazimierz, sowie die Schwester Józefa – mit dem Komponisten schon seit dessen Kindheit bekannt.
Aufgrund der Unruhen, die durch den Aufstand in Polen in den 1830er Jahren entstanden waren, übersiedelte die Familie Wodziński zunächst nach Dresden. Chopin, der die Wodzińskis dort besuchte, soll sich in die damals 16-jährige Maria verliebt haben. Auf eine konkrete Liebschaft oder Liebesbeziehung zu ihr oder gar auf eine Verlobung gibt es allerdings in Chopins gesamter Korrespondenz keinerlei Hinweise. Es sind auch keine Briefe Chopins an Maria überliefert. Auch sonst gibt es keine schriftlichen oder stichhaltigen Belege für eine Affäre, was bei Beziehungen mit räumlicher Distanz wahrscheinlich gewesen wäre. Chopin vermittelte jedoch später die Weitersendung der Familienbriefe an den Sohn Antoni, der ihn in Paris auch besucht hatte.
Chopin widmete Maria zwei Kompositionen: den Walzer in As-Dur op. 69 Nr. 1 (Abschiedswalzer) – welchen er später noch anderen widmete – sowie ein Blatt mit dem Anfang des Nocturnes in Es-Dur (op. 9 Nr. 2).
1837 kehrte die Familie Wodziński überraschend und ohne Chopin davon zu unterrichten nach Polen zurück. Dass Chopin mit Maria verlobt gewesen wäre, vermutete die Nachwelt aufgrund von Schriftstücken aus dem Nachlass Chopins: Es sollen darin fünf kurze Briefe Marias überliefert gewesen sein und diese sollen sich in einem Umschlag befunden haben, den man gefunden hat. Dies ist allerdings ebenfalls nicht belegbar. Er selbst hatte auf dem Kuvert notiert: Moja bieda (mein Leid).